# Denais Stack
Der Denais Stack ist ein markanter Brandungspfeiler (englisch stack) im Archipel der Südlichen Shetlandinseln. Er ragt 2,5 km nördlich des Point Thomas auf der Westseite der Admiralty Bay von King George Island auf.
Teilnehmer der Fünften Französischen Antarktisexpedition (1908–1910) unter der Leitung des Polarforschers Jean-Baptiste Charcot benannten eine Bucht am Nordufer des Ezcurra-Fjords als Anse Denais. Namensgeber ist ein Matrose des Forschungsschiffs Pourquoi-Pas?. Bei späteren Untersuchungen konnte diese Bucht nicht identifiziert werden, so dass das UK Antarctic Place-Names Committee am 23. September 1960 die Benennung auf den hier beschriebenen Brandungspfeiler übertrug. Dessen ungeachtet wird in Argentinien und Chile die (vermeintliche) Bucht nach wie vor als Caleta Denais geführt.